# Leszek Chalimoniuk
Leszek Chalimoniuk, także jako Les Chalimon (ur. 28 kwietnia 1948 we Wrocławiu) – polsko-amerykański perkusista.
Członek wrocławskich zespołów: Pakt, Muzyczna Spółka Akcyjna 1111, Spisek oraz Romuald & Roman. W 1979 współtworzył grupę Porter Band z którą nagrał album Helicopters (1980). W 1980 wyemigrował do Stanów Zjednoczonych, gdzie mieszka do dziś. W 1990 założył zespół bluesowy Manhattan Blues Connection, z którym w 2013 roku nagrał album pt. Cadillac Blues. W 2003 zaś, nagrał krążek zatytułowany Les Chalimon & Friends. New York Blues Session 2003.

## Dyskografia

### Płyty solowe
- Les Chalimon & Friends. New York Blues Session 2003 (2003)

### Inne nagrania
Z zespołem Pakt:
- Nagrania radiowe z lat 1969–2000 (2007)

Z zespołem Muzyczna Spółka Akcyjna 1111
- Autoportret X (2016)

Z zespołem Spisek
- Spisek (2017)

Z zespołem Porter Band:
- Helicopters (1980)

Z zespołem Manhattan Blues Connection:
- Cadillac Blues (2013)